# Боливийско-турецкие отношения
Боливийско-турецкие отношения — двусторонние дипломатические отношения между Боливией и Турцией. Турецкое посольство в Ла-Пасе открылось 14 февраля 2018 года. В 2022 году Боливия открыла посольство в Анкаре. Оба государства являются странами-партнëрами БРИКС.

## История
В 2000 году страны подписали договор о безвизовом режиме.
В 2011 было подписано соглашение о коммерческом сотрудничестве.
В 2019 году президент Боливии Эво Моралес посетил Анкару с официальным визитом и встретился с президентом Турции Реджепом Эрдоганом.

## Торговля
В 2019 году объём товарооборота между странами составил 130 миллионов USD (экспорт Турции: 22 миллиона долларов США, импорт Турции: 108 миллионов долларов США).